# 川上塗料
川上塗料株式会社（かわかみとりょう）は、兵庫県尼崎市に本社をおく、三井物産傘下の塗料製造販売をおこなう企業である。

## 概要
三井物産傘下の中堅塗料メーカー。二輪車用は国内トップシェアである。「ネオアルキコート」を中心としたフタル酸樹脂塗料の発売を手始めに、家電製品、農業機械、工作機械、建設機械、カラー鋼板、建築物等の需要分野に提供している。

## 事業所
- 本社工場 兵庫県尼崎市塚口本町二丁目41番1号
- 東京工場 東京都江戸川区松江一丁目13番7号
- 千葉工場 千葉県市原市潤井戸字上長者原2296-6

## 広告活動
- 阪神甲子園球場 - ・阪神甲子園球場の内野アルプス照明塔3塁側の広告看板を出している。

## 沿革
- 1901年（明治34年）4月 - 創設者川上保太郎、国産初のエナメル・ワニス製造、販売を開始。
- 1910年（明治43年）5月 - 大阪市西成区今池町に川上塗料製造所を設立。
- 1931年（昭和6年）8月 - 合名会社に改組し、横山栄一代表社員に就任。
- 1945年（昭和20年）1月 - 川上塗料株式会社に改組。
- 1953年（昭和28年）7月 - 大阪証券取引所に上場。
- 1964年（昭和39年）10月 - 大阪証券取引所第二部に指定替え。
- 1988年  (昭和63年) 11月 - アシュランドケミカル社（米国）と新規塗装システム（ＶＩＣ）の技術導入契約を締結
- 1990年  (平成2年) 2月 - DSMRESINSB B.V.D（オランダ）に粉体塗料の製造技術供与
- 1991年  (平成3年) 8月 - ガスプロム社（ロシア）に天然ガスパイプライン用塗料納入開始
- 1994年  (平成06年) 8月 - イーソンペイント社（タイ）に粉体塗料の製造技術供与
- 1996年  (平成08年) 12月 - 建陽ペイント（韓国）にPCM塗料の製造技術供与
- 2000年  (平成12年) 3月 - ハシンペイント（ベトナム）に二輪用塗料の技術供与
- 2013年  (平成25年) 7月 - 大阪証券取引所と東京証券取引所との現物株市場統合に伴い、東京証券取引所第2部に上場。
- 2024年 （令和6年）6月 - 名古屋証券取引所メイン市場に上場[2]。